# Antonio Berti (Bildhauer)
Antonio Berti (* 24. August 1904 in San Piero a Sieve bei Florenz; †  1990 in Sesto Fiorentino) war ein italienischer Bildhauer.

## Leben
Antonio Berti entstammte einer Familie von Bauern und Pastoren aus dem Gebiet Mugello in Val di Fiorana. Begeistert von den vielen Kunstwerken des benachbarten Florenz, trat er im Alter von 17 Jahren unweit der Stadt eine Stelle in der Porzellanmanufaktur von Richard Ginori in Doccia an, wo er Produkte für die Porzellanindustrie herstellte.
Als der Kunstkritiker Ugo Ojetti einige von Antonio Berti in Ton gefertigten Arbeiten sah, riet er dessen Vater Angiolo, seinen Sohn an der Kunstakademie Istituto statale d’arte di Firenze studieren zu lassen. Zunächst belegte Antonio Berti Malerei; insbesondere interessierten ihn die Werke von Paul Cézanne. Später faszinierten ihn die florentinischen Bildhauer der Renaissance wie Jacopo della Quercia, Donatello und Andrea del Verrocchio. Berti liebte die polierten Oberflächen, die formale Reinheit, Eleganz und Raffinesse dieser Bildhauer. Von 1921 bis 1929 wurde er Schüler in der Bildhauer-Klasse von Libero Andreotti, mit dem er bis zu dessen Tod befreundet blieb.
1932 hatte er erste Ausstellungen bei der Biennale di Venezia und der Quadriennale di Roma. Die Anerkennung und das Lob von Kritikern und Künstlern wie Carlo Carrà, Mario Sironi und Aldo Carpi bildeten den Auftakt seiner Karriere als Bildhauer, die von Anfang an bis 1983 besonders durch die Sammlung Rodolfo Sivieros gefördert wurde. Siviero, der 1971 bis 1975 die Präsidentschaft der Florence Design Academy übernahm, trug den Spitznamen „007 der Kunst“, weil er in der Zeit der Besetzung als Geheimagent unter Einsatz seines Lebens die Werke jüdischer Künstler im Haus des Kunstkritikers Giorgio Castelfranco (der späteren „Casa Siviero“) in Florenz versteckte. 1944 wurde er inhaftiert und gefoltert. Nach der Befreiung legte er in dem Gebäude eine Kunstsammlung für verschollene Werke an und erforschte als bevollmächtigter Minister im Auftrag der neuen Regierung von Alcide De Gasperi den Verbleib und die Möglichkeiten der Rückgewinnung von Raubgut. Eine wichtige Rolle im Leben von Antonio Berti spielte auch der Bildhauer Giacomo Manzù, den er 1975 auf einer Medaille porträtierte – auch dieser setzte sich vehement für die Erhaltung des italienischen Kulturguts ein.
Ab 1934 widmete sich Berti hauptsächlich der Bildhauerei. Seine Werke sind in Museen und privaten Sammlungen vertreten, wie den Vatikanischen Museen und im Museum Casa Rodolfo Siviero, einer der wichtigsten und repräsentativsten Sammlungen des 20. Jahrhunderts. Im Jahr 1935 präsentierte Berti bei der italienischen Ausstellung für zeitgenössische Kunst in Paris eine Marmorbüste von Antonio Locatelli und eine Figur der Prinzessin Marina Ruspoli Volpi; auch zeigte er seine Werke in der Galleria Nazionale d’Arte Moderna in Rom. Es folgte eine rege Ausstellungstätigkeit. Etliche Werke von Antonio Berti fielen den Raubzügen der NS-Diktatur zum Opfer und werden nun vereinzelt zurückgeführt.
Antonio Berti war Mitglied verschiedener nationaler und internationaler Akademien. Er unterrichtete von 1960 bis 1974 Bildhauerei an der Akademie der Bildenden Künste in Florenz, die zu seinem Gedenken jährlich einen nach ihm benannten Preis für Bildhauer ausschreibt, der innerhalb eines Bildhauer-Symposiums vergeben wird. Weiterhin lehrte er an der Accademia di San Luca, der Academia de Bellas Artes de San Fernando von Madrid, der „Academic Clementina von Bologna“, umbenannt in Accademia di belle arti di Bologna, der Accademia Etrusca in Cortona, der Accademia di Belle Arti di Palermo, der Florence Design Academy in Florenz (1975–1976) sowie der Päpstlichen Akademie der schönen Künste und der Literatur in Rom.
Bertis Schüler waren unter anderem Margaret Cassidy Manship, Fiore De Henriquez-Peralta, José Ramón Lázarro Bencomo (Delarra), Frank Varga, Stefano Patti, Susan Lupino und Josie Spencer. Seine berühmtesten italienischen Schüler, die in die Kunstgeschichte eingingen, sind die Bildhauer Sergio Benvenuti und Carlo Cacciatori.
Einen Namen machte sich Berti auch als Gestalter von Medaillen und Münzen. So schuf er unter anderem die Medaille zum Gedenken an das erste Jahr des Pontifikats von Papst Johannes XXIII. (1959). Unter den letzten Exemplaren befanden sich die zum zehnten Jahrestag des Pontifikats von Paul VI., l’angelo della Giustizia (Justitia) für das Innenministerium, Münzen mit den Porträts von Benedetto Croces (1981), Winston Churchill (1981), Lucius D. Clay (1981), Alcide De Gasperi (1982) und Dwight D. Eisenhower (1981), die Medaillen zur Rückkehr der italienischen Truppen aus Deutschland und zum 30. Jahrestag der Befreiung von Florenz. Auf Münzen schuf er auch die Porträts des deutschen Bundeskanzlers Konrad Adenauer und dessen Sekretär Friedrich Jantz.
Berti liebte die italienische Musik und war befreundet mit dem Dirigenten Arturo Toscanini, für den er die Ehrenmünzen „Triptychon der Silbermedaillen zum Gedenken an den zwanzigsten Jahrestag des Todes von Arturo Toscanini“ prägte, und Bruno Bartoletti. Auch Maria Callas widmete er eine Medaille.
Antonio Berti war verheiratet mit der Fernanda Calamai.
Sein Atelier in Sesto Fiorentino (Via Bernini 57) ist bis heute erhalten. In dem Gebäude befindet sich die „Associazione dell’Casa Berti“, die 2013 auf Initiative seiner Kinder Cecilia und Giovanni Berti mit Unterstützung der Stadt gegründet wurde. Präsident der „Fondazione Antonio Berti“ ist nach testamentarischen Willen des Meisters sein Schüler Domenico Viggiano. Viggiano hatte von 1960 bis 1964 bei Antonio Berti studiert, war von 1967 bis 2010 Professor für Gravur und von 1972 bis 2002 Direktor und Vizepräsident der Akademie der Bildenden Künste in Florenz.

## Werk

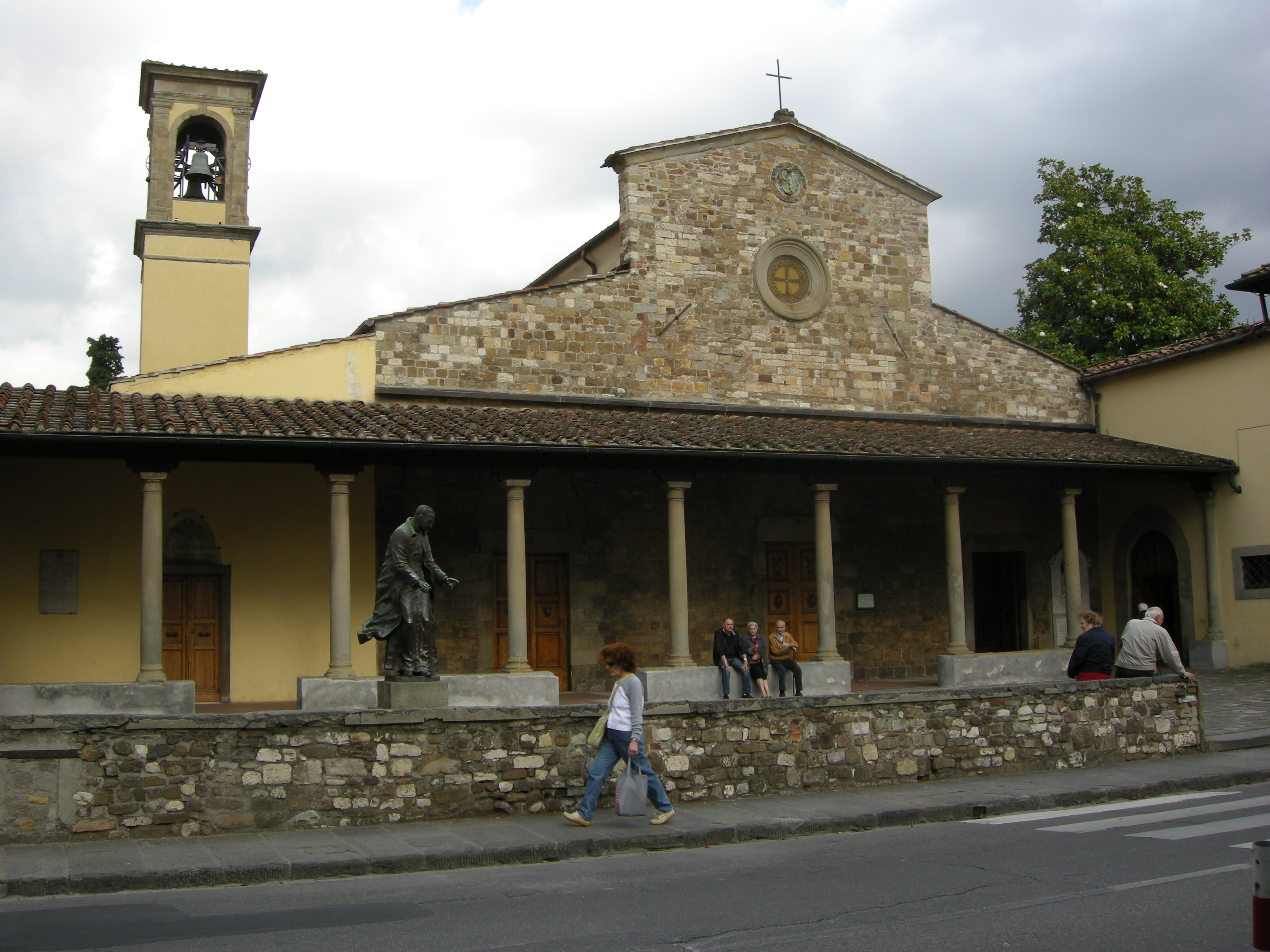
Statue von Julius Facibeni vor der Kirche Santo Stefano in Pane in Florenz

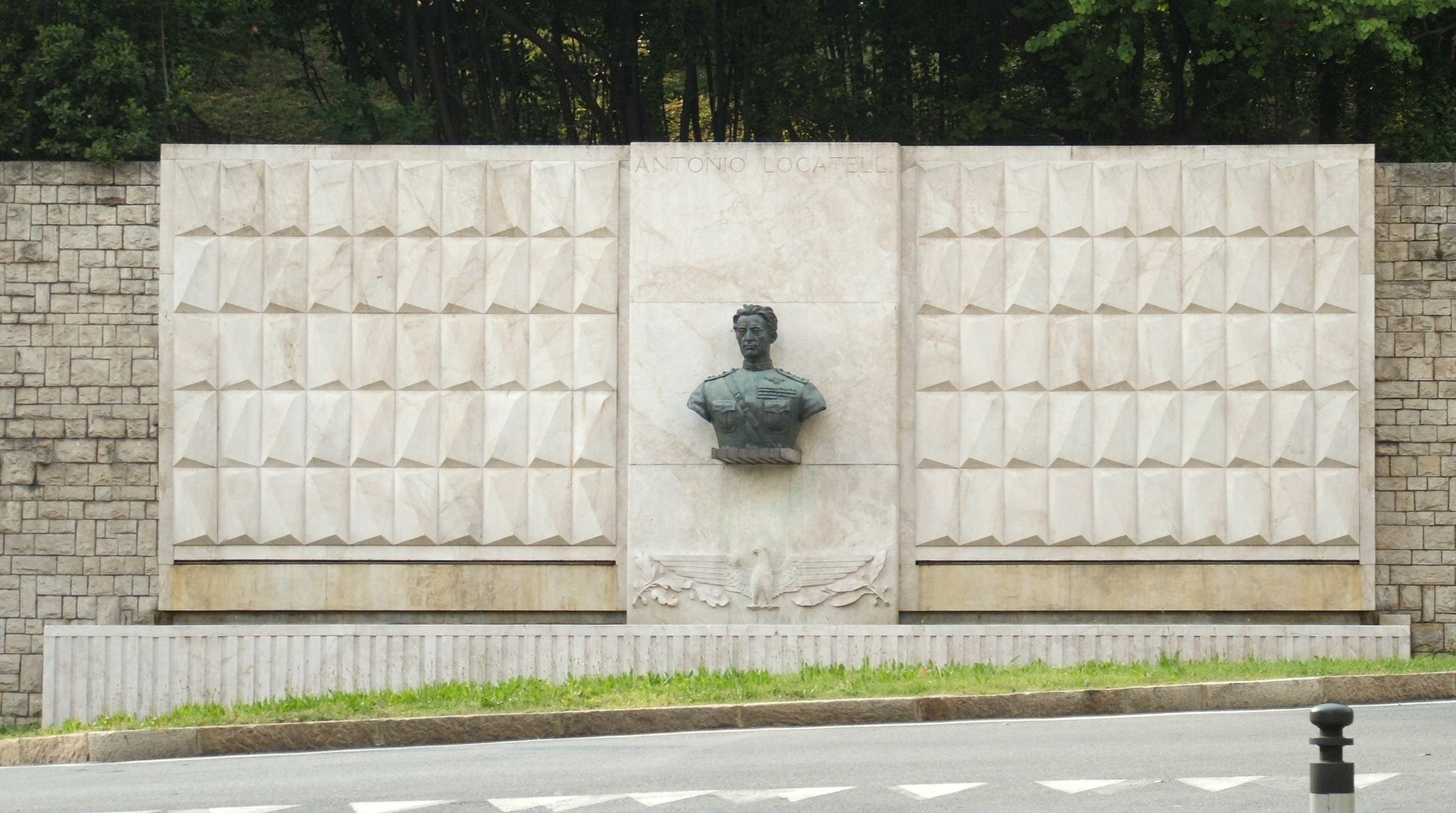
Büste aus dem Jahr 1956 des italienischen Militärpiloten, Politikers und Journalisten Antonio Locatelli, Viale Vittorio Emanuele, Bergamo

Sein Œuvre umfasst Büsten und Statuen bedeutender Persönlichkeiten, darunter General Antonio Locatelli (1935), Ugo Foscolo in Santa Croce (1937), die des Erzbischofs von Florenz Elia Dalla Costa (1938) sowie die Statuen von mehreren Mitgliedern der italienischen Königsfamilie, die der Prinzessin Marina Ruspoli (1935), Viktor Emanuel III., Marie José von Belgien (1939) und Ida Visconti Venosta (1939). Beeindruckend sind besonders die Statuen der amerikanischen Kaufhaus-Erbin Barbara Hutton (1938), der Clarissa Villoresi (1938) und der Susanna Agnelli (1938) sowie die der Päpste Pius XII. und Johannes XXIII. Erwähnenswert sind die Skulpturen Musicalita der Comtessa Ricci Crisolini (1941) und der amerikanischen Generäle Hume und Clark (1945), die Statue von Kardinal Francis Spellman, die Büsten von Staatspräsident Antonio Segni, von Baccio Maria Bacci (1958) sowie die Porträts von Benito Mussolini, Conte Volpi, Antonio Pecci, François Mitterrand, Salvatore Ferragamo und Pablo Picasso.
Berühmt wurden vor allem seine frühen Plastiken von Kindern, wie die Bronze-Plastik seiner Tochter Cecilia (1934), die Skulptur von Paola Ojetti, der Tochter seines Entdeckers Ugo Ojetti (1935), sowie die der Anna Guicciardini Corsi Salviati (Anna mit der Schildkröte).
Zu erwähnen sind auch die allegorischen Skulpturen wie Primavera (Frühling) in Sesto Fiorentino (1936–1937), Il Risveglio (Der Aufwachende, 1933), Musicalita (Die Musikalität, 1941), Il Cristo nel Giardino (Christus im Garten) in den Vatikanischen Museen in Rom (1972), Le Tre Grazie (Die Drei Grazien) aus Terrakotta in der Casa Siviero (1977), die Skulptur der Filosofia (Philosophie) und das Relief auf dem Sockel der Statue La Scienza e la Tecnica di Francesco Messina (Wissenschaft und Technik) an der Universität Cagliari (1963–1964).
Nach dem Krieg fertigte er etliche große Monumente von berühmten Persönlichkeiten an wie die Denkmäler für Alcide De Gasperi in Trient (1957), Pius XII. auf der Piazza San Lorenzo in Rom (1967) und Luise von Marillac im Petersdom (1954). Außerdem schuf er die Bronzebüste der Inge Manzù (1978–79), der Regina Elena del Montenegro in Messina (1960), die Bronzestatue des Don Julius Facibeni (dem Spender der Madonna del Grappa in Rifredi) auf dem Platz vor der Kirche Santo Stefano in Pane in Florenz (1978) und die von Guglielmo Marconi im Park der Villa Griffone in Sasso Marconi (1963). Beeindruckend ist die 5 Meter hohe Statue des Santo Francesco (1975) auf dem Dach des Krankenhauses „Ospedale di Padre Pio“ in der Casa della Sollievo Sofferenza in San Giovanni Rotondo (Provinz Foggia). Die Statue des Padre Pio befindet sich in der ehemaligen Klosteranlage gegenüber der Kirche. Bertis letzte Werke waren die Bronzestatuen für die Kathedrale von Castellammare di Stabia (1983) und das Denkmal für Giuseppe Mazzini in Florenz (1987).
Für die Ausstattung von Kirche schuf u. a. den Altar der Annunciazione (Verkündigung) in San Piero a Sieve (1947), den Hochaltar in der Kathedrale von Reggio Calabria (1965), den wiederum die Verkündigung darstellenden Hochaltar mit Figuren am „International College“ der Karmeliten in Rom (1968) sowie den Brunnen mit dem Porträt der Anna Guicciardini Corsi Salviati in der Villa Guicciardini Corsi Salviati in Sesto Fiorentino (1935) und den Brunnen an der Küste von Salerno.